# Мухомор вонючий
Мухомо́р воню́чий, или белая поганка (лат. Amanita virosa) — смертельно ядовитый гриб из рода Мухомор (Amanita) семейства Мухоморовые (Amanitaceae). 

## Описание
Плодовое тело шляпконожечное, центральное, весь гриб белый или с сероватым оттенком. Шляпка диаметром 6—11 см. Изначально полушаровидная или коническая с острой верхушкой, затем выпуклая. Кожица в сухом состоянии блестящая, слизистая, липкая. Мякоть белая, с неприятным вкусом и тяжёлым запахом, напоминающим хлор. Ножка 10—15 × 1—2 см, цилиндрическая, с хлопьевидным налётом на поверхности, в основании клубневидная. Пластинки мягкие, белые, частые, свободные, шириной 0,5—0,8 см. Остатки покрывал. Колечко
плёнчатое, быстро исчезает, оставляя на ножке обрывки или волокнистые пояски. Вольва мешковидная или чашевидная, свободная, шириной до 3 см, часто погружена в почву. Кожица шляпки обычно покрыта плёнчатыми хлопьями. Споровый порошок белый, споры 7,5 мкм, почти округлые, амилоидные.

### Изменчивость
Цвет шляпки варьирует от белого до грязно-белого, иногда с розоватым оттенком. Ножка бывает искривлённой, часто встречаются экземпляры с деформированной шляпкой.

## Экология и распространение
Образует микоризу с различными видами хвойных и лиственных деревьев. Предпочитает песчаные почвы во влажных еловых и сосновых лесах, черничники, может встречаться в смешанных и лиственных лесах.
Распространён в основном в северной части умеренной зоны Евразии, от северной Франции до Дальнего Востока (сосново-пихтовые леса), в горах Центральной и Южной Европы.
Сезон июнь — октябрь.

## Сходные виды
- Мухомор весенний (Amanita verna) — смертельно ядовитый гриб, появляется весной, распространён в более южных регионах, отличается признаками кольца.
- Мухомор яйцевидный (Amanita ovoidea) — гриб с противоречивой съедобностью, растёт в основном на известковых почвах в Южной Европе (юго-восток Франции).

## Токсичность
Мухомор вонючий — смертельно ядовитый гриб, по ядовитости и симптомам отравления сходный с бледной поганкой.
Неопытные грибники могут спутать мухомор вонючий с различными видами шампиньона, что приводит к тяжёлым отравлениям и в большинстве случаев со смертельным исходом. Шампиньоны легко отличить по отсутствию вольвы и окрашенным пластинкам у зрелых плодовых тел.